# Liga Europy UEFA (2019/2020)
Liga Europy UEFA 2019/2020 – 49. sezon drugich w hierarchii i pod względem prestiżu międzynarodowych, klubowych rozgrywek piłkarskich federacji zrzeszonych w UEFA, po raz 11. przeprowadzanych pod nazwą Ligi Europy UEFA (wcześniej, jako Puchar UEFA) w formacie wprowadzonym w 2009 roku.
Turniej został przerwany 13 marca 2020 roku z powodu pandemii COVID-19. 17 czerwca 2020 roku ogłoszono, że rozgrywki zostaną wznowione 5 sierpnia. Zespoły rozegrają zaległe mecze 1/8 finału a następnie rozegrają po jednym meczu od ćwierćfinału. Wszystkie mecze od tej rundy odbędą się na czterech niemieckich stadionach: na RheinEnergieStadion w Kolonii, Schauinsland-Reisen-Arena w Duisburgu, Veltins-Arena w Gelsenkirchen oraz Merkur Spiel-Arena w Düsseldorf. Finał został rozegrany 21 sierpnia 2020 roku na RheinEnergieStadion w Kolonii. Zwycięzcą została Sevilla FC po wygranej 3:2 nad Interem Mediolan. Pierwotnie finał miał się odbyć na Stadionie Energa w Gdańsku. 
Zwycięzca edycji 2019/2020 zakwalifikował się do Ligi Mistrzów w sezonie 2020/2021 oraz rozegra mecz o Superpuchar Europy.
Rozgrywki składały się z 3 części:
- fazy kwalifikacyjnej podzielonej na:
  - ścieżkę ligową (5 rund),
  - ścieżkę mistrzowską (3 rundy),
- fazy grupowej,
- fazy pucharowej.

## Format rozgrywek i podział miejsc
Zachowany został format rozgrywek z poprzedniego sezonu. Miejsca dla federacji zostały rozdzielane poprzez współczynnik ligowy UEFA z sezonu 2017/18. W edycji 2019/2020 Ligi Europy może wziąć udział 215 zespołów z 55 federacji piłkarskich zrzeszonych w UEFA.
| Lp. | Federacja  | Współ.  | Drużyny |
| --- | ---------- | ------- | ------- |
| 1   | Hiszpania  | 106.998 | 3       |
| 2   | Anglia     | 79.605  | 3       |
| 3   | Włochy     | 76.249  | 3       |
| 4   | Niemcy     | 71.427  | 3       |
| 5   | Francja    | 56.415  | 3       |
| 6   | Rosja      | 53.382  | 3       |
| 7   | Portugalia | 47.248  | 3       |
| 8   | Ukraina    | 41.133  | 3       |
| 9   | Belgia     | 38.500  | 3       |
| 10  | Turcja     | 35.800  | 3       |
| 11  | Austria    | 32.850  | 3       |
| 12  | Szwajcaria | 30.200  | 3       |
| 13  | Czechy     | 30.175  | 3       |
| 14  | Holandia   | 29.749  | 3       |
| 15  | Grecja     | 28.600  | 3       |
| 16  | Chorwacja  | 26.000  | 3       |
| 17  | Dania      | 25.950  | 3       |
| 18  | Izrael     | 21.750  | 3       |
| 19  | Cypr       | 21.550  | 3       |

| Lp. | Federacja          | Współ. | Drużyny |
| --- | ------------------ | ------ | ------- |
| 20  | Rumunia            | 20.450 | 3       |
| 21  | Polska             | 20.125 | 3       |
| 22  | Szwecja            | 19.975 | 3       |
| 23  | Azerbejdżan        | 19.125 | 3       |
| 24  | Bułgaria           | 19.125 | 3       |
| 25  | Serbia             | 18.750 | 3       |
| 26  | Szkocja            | 18.625 | 3       |
| 27  | Białoruś           | 18.625 | 3       |
| 28  | Kazachstan         | 18.125 | 3       |
| 29  | Norwegia           | 17.425 | 3       |
| 30  | Słowenia           | 14.500 | 3       |
| 31  | Liechtenstein      | 13.000 | 1       |
| 32  | Słowacja           | 12.125 | 3       |
| 33  | Mołdawia           | 10.000 | 3       |
| 34  | Albania            | 8.500  | 3       |
| 35  | Islandia           | 8.250  | 3       |
| 36  | Węgry              | 8.125  | 3       |
| 37  | Macedonia Północna | 7.500  | 3       |

| Lp. | Federacja            | Współ. | Drużyny |
| --- | -------------------- | ------ | ------- |
| 38  | Finlandia            | 6.900  | 3       |
| 39  | Irlandia             | 6.700  | 3       |
| 40  | Bośnia i Hercegowina | 6.625  | 3       |
| 41  | Łotwa                | 5.625  | 3       |
| 42  | Estonia              | 5.500  | 3       |
| 43  | Litwa                | 5.375  | 3       |
| 44  | Czarnogóra           | 5.000  | 3       |
| 45  | Gruzja               | 5.000  | 3       |
| 46  | Armenia              | 4.875  | 3       |
| 47  | Malta                | 4.500  | 3       |
| 48  | Luksemburg           | 4.375  | 3       |
| 49  | Irlandia Północna    | 4.250  | 3       |
| 50  | Walia                | 3.875  | 3       |
| 51  | Wyspy Owcze          | 3.750  | 3       |
| 52  | Gibraltar            | 3.000  | 2       |
| 53  | Andora               | 1.331  | 2       |
| 54  | San Marino           | 0.499  | 2       |
| 55  | Kosowo               | 0.000  | 1       |

## Szczegółowy podział miejsc
Poniższa tablica pokazuje listę szczegółowego podziału miejsc
|                                       |                                     | Drużyny rozpoczynające udział | Zwycięzcy poprzedniej rundy                                                                                             | Drużyny przeniesione z Ligi Mistrzów |
| ------------------------------------- | ----------------------------------- | --- | --- | --- |
| Runda wstępna (14 drużyn)             | Runda wstępna (14 drużyn)           | - 4 drużyn – zdobywcy pucharów federacji z miejsc 52–55 - 6 drużyn – wicemistrzowie lig federacji z miejsc 49–54 - 4 drużyny – trzeci zespół lig federacji z miejsc 48–51 | | |
| I runda kwalifikacyjna (94 drużyny)   | I runda kwalifikacyjna (94 drużyny) | - 26 drużyn – zdobywcy pucharów federacji z miejsc 26–51 - 30 drużyn – wicemistrzowie lig federacji z miejsc 18–48 (poza Liechtensteinem) - 31 drużyn – trzeci zespół lig federacji z miejsc 16–47 (poza Liechtensteinem) | - 7 drużyn – zwycięzcy Rundy wstępnej                                                                                   | |
| II runda kwalifikacyjna (93 drużyny)  | ścieżka mistrzowska (19 drużyn)     | | | - 16 drużyn – przegrani I rundy kwalifikacji Ligi Mistrzów - 3 drużyny – przegrani rundy wstępnej kwalifikacji Ligi Mistrzów |
| II runda kwalifikacyjna (93 drużyny)  | ścieżka ligowa (74 drużyn)          | - 7 drużyn – zdobywcy pucharów federacji z miejsc 19–25 - 2 drużyny – wicemistrzowie lig federacji z miejsc 16–17 - 3 drużyny – trzeci zespół lig federacji z miejsc 13–15 - 9 drużyn – czwarty zespół lig federacji z miejsc 7–15 - 2 drużyny – piąty zespół lig federacji z miejsc 5–6 - 4 drużyny – szósty zespół lig federacji z miejsc 1–4 | - 47 drużyn – zwycięzcy I rundy kwalifikacji                                                                            | |
| III runda kwalifikacyjna (72 drużyny) | ścieżka mistrzowska (20 drużyn)     | | - 10 drużyn – zwycięzcy II rundy kwalifikacji w ścieżce mistrzowskiej                                                   | - 10 drużyn – przegrani II rundy kwalifikacji Ligi Mistrzów w ścieżce mistrzowskiej |
| III runda kwalifikacyjna (72 drużyny) | ścieżka ligowa (52 drużyny)         | - 6 drużyn – zdobywcy pucharów federacji z miejsc 13–18 - 6 drużyn – trzeci zespół lig federacji z miejsc 7–12 - 1 drużyna – czwarty zespół ligi federacji z miejsca 6 | - 37 drużyn – zwycięzcy II rundy kwalifikacji w ścieżce ligowej                                                         | - 2 drużyny – przegrani II rundy kwalifikacji Ligi Mistrzów w ścieżce ligowej |
| Runda play-off (42 drużyny)           | ścieżka mistrzowska (16 drużyn)     | | - 10 drużyn – zwycięzcy III rundy kwalifikacji w ścieżce mistrzowskiej                                                  | - 6 drużyn – przegrani III rundy kwalifikacji Ligi Mistrzów w ścieżce mistrzowskiej |
| Runda play-off (42 drużyny)           | ścieżka ligowa (26 drużyn)          | | - 26 drużyn – zwycięzcy III rundy kwalifikacji w ścieżce ligowej                                                        | |
| Faza grupowa (48 drużyn)              | Faza grupowa (48 drużyn)            | - 12 drużyn – zdobywców pucharów federacji z miejsc 1–12 - 1 drużyna – czwarty zespół ligi federacji z miejsca 5 - 4 drużyny – piąty zespół lig federacji z miejsc 1-4 | - 8 drużyny – zwycięzcy rundy play-off w ścieżce mistrzowskiej - 13 drużyn – zwycięzcy rundy play-off w ścieżce ligowej | - 4 drużyny – przegrani rundy play-off Ligi Mistrzów w ścieżce mistrzowskiej - 2 drużyny – przegrani rundy play-off Ligi Mistrzów w ścieżce ligowej - 4 drużyny – przegrani III rundy kwalifikacji Ligi Mistrzów w ścieżce ligowej |
| Faza pucharowa (32 drużyny)           | Faza pucharowa (32 drużyny)         | | - 12 drużyn – zwycięzcy grup w fazie grupowej - 12 drużyn – wicemistrzowie grup w fazie grupowej                        | - 8 drużyn – zdobywcy trzecich miejsc w fazie grupowej Ligi Mistrzów |

## Uczestnicy
Wykaz rundy dla zespołów z danego miejsca w danej lidze.
Oznaczenia:
- L2, L3, L4, L5, L6 – drużyny, który zajęły odpowiednie miejsca w ligach krajowych,
- PK – zdobywca pucharu krajowego,
- PL – zdobywca pucharu ligi,
- P-O – drużyny, które awansowały z play-offów w swoich ligach,
- SZ – drużyny, które awansowały poprzez zwycięstwo w sezonie zasadniczym,
- LM4M – drużyny, które przegrały swoje mecze w rundzie play-off Ligi Mistrzów dla mistrzów,
- LM4L – drużyny, które przegrały swoje mecze w rundzie play-off Ligi Mistrzów dla niemistrzów,
- LM3M – drużyny, które przegrały swoje mecze w III rundzie kwalifikacji Ligi Mistrzów dla mistrzów,
- LM3L – drużyny, które przegrały swoje mecze w III rundzie kwalifikacji Ligi Mistrzów dla niemistrzów,
- LM2M – drużyny, które przegrały swoje mecze w II rundzie kwalifikacji Ligi Mistrzów dla mistrzów,
- LM2L – drużyny, które przegrały swoje mecze w II rundzie kwalifikacji Ligi Mistrzów dla niemistrzów,
- LM1 – drużyny, które przegrały swoje mecze w I rundzie kwalifikacji Ligi Mistrzów,
- LM RW – drużyny, które przegrały swoje mecze w rundzie wstępnej kwalifikacji Ligi Mistrzów,
- LM FG – drużyny, które zajęły trzecie miejsca w swoich grupach w fazie grupowej Ligi Mistrzów.

| Faza pucharowa                | Faza pucharowa                        | Faza pucharowa                    | Faza pucharowa                 |
| ----------------------------- | ------------------------------------- | --------------------------------- | ------------------------------ |
| Club Brugge (LM FG)           | Szachtar Donieck (LM FG)              | Red Bull Salzburg (LM FG)         | SL Benfica (LM FG)             |
| Olympiakos SFP (LM FG)        | Bayer Leverkusen (LM FG)              | Inter Mediolan (LM FG)            | Ajax (LM FG)                   |
| Faza grupowa                  |                                       |                                   |                                |
| Getafe CF (L5)                | VfL Wolfsburg (L6)                    | Beşiktaş JK (L3)                  | LASK Linz (LM4L)               |
| Sevilla FC (L6)               | Stade Rennes (PK)                     | Wolfsberger AC (L3)               | FK Krasnodar (LM4L)            |
| Arsenal (L5)                  | AS Saint-Étienne (L4)                 | FC Lugano (L3)                    | Rosenborg BK (LM4M)            |
| Manchester United (L6)        | CSKA Moskwa (L4)                      | İstanbul Başakşehir (LM3L)        | CFR Cluj (LM4M)                |
| Lazio (PK)                    | Sporting CP (PK)                      | FC Porto (LM3L)                   | BSC Young Boys (LM4M)          |
| Roma (L6)                     | FK Ołeksandrija (L3)                  | Dynamo Kijów (LM3L)               | APOEL Nikozja (LM4M)           |
| Borussia Mönchengladbach (L5) | Standard Liège (PK)                   | FC Basel (LM3L)                   |                                |
| Runda play-off                |                                       |                                   |                                |
| dla mistrzów                  | dla mistrzów                          | dla niemistrzów                   | dla niemistrzów                |
| Celtic (LM3M)                 | Ferencvárosi TC (LM3M)                |                                   |                                |
| Qarabağ FK (LM3M)             | FC Kopenhaga (LM3M)                   |                                   |                                |
| PAOK FC (LM3M)                | NK Maribor (LM3M)                     |                                   |                                |
| III runda kwalifikacyjna      |                                       |                                   |                                |
| dla mistrzów                  | dla mistrzów                          | dla niemistrzów                   | dla niemistrzów                |
| FK Sarajevo (LM1)             | Saburtalo Tbilisi (LM2M)              | Spartak Moskwa (L5)               | Feyenoord (L3)                 |
| Maccabi Tel Awiw (LM2M)       | Nõmme Kalju (LM2M)                    | SC Braga (L4)                     | AEK Ateny (L3)                 |
| BATE Borysów (LM2M)           | HJK Helsinki (LM2M)                   | FK Mariupol (L4)                  | HNK Rijeka (PK)                |
| The New Saints F.C. (LM2M)    | Sutjeska Nikšić (LM2M)                | Royal Antwerp (L4)                | FC Midtjylland (PK)            |
| Valletta FC (LM2M)            | AIK Fotboll (LM2M)                    | Trabzonspor (L4)                  | Bene Jehuda Tel Awiw (PK)      |
| Dundalk F.C. (LM2M)           |                                       | Austria Wiedeń (L4)               | Viktoria Pilzno (LM2L)         |
|                               |                                       | FC Thun (L4)                      | PSV Eindhoven (LM2L)           |
| Sparta Praga (L3)             |                                       |                                   |                                |
| II runda kwalifikacyjna       |                                       |                                   |                                |
| dla mistrzów                  | dla mistrzów                          | dla niemistrzów                   | dla niemistrzów                |
| FC Santa Coloma (LM RW)       | Slovan Bratysława (LM1)               | RCD Espanyol (L7)                 | AZ Alkmaar (L4)                |
| Lincoln Red Imps (LM RW)      | Sheriff Tyraspol (LM1)                | Wolverhampton Wanderers (L7)      | Utrecht (P-O)                  |
| SP Tre Penne (LM RW)          | F91 Dudelange (LM1)                   | Torino (L7)                       | PAE Atromitos (L4)             |
| Szkendija Tetowo (LM1)        | Linfield F.C. (LM1)                   | Eintracht Frankfurt (L7)          | Aris FC (L5)                   |
| Sūduva Mariampol (LM1)        | Valur (LM1)                           | RC Strasbourg (PL)                | NK Osijek (L3)                 |
| Ararat-Armenia (LM1)          | Riga FC (LM1)                         | Arsienał Tuła (L6)                | Esbjerg fB (L3)                |
| FK Astana (LM1)               | Feronikeli Glogovac (LM1)             | Vitória Guimarães (L5)            | AEL Limassol (PK)              |
| Łudogorec Razgrad (LM1)       | HB Tórshavn (LM1)                     | Zoria Ługańsk (L5)                | Viitorul Constanța (PK)        |
| Partizani Tirana (LM1)        | Piast Gliwice (LM1)                   | KAA Gent (L5)                     | Lechia Gdańsk (PK)             |
|                               |                                       | Yeni Malatyaspor (L5)             | BK Häcken (PK)                 |
| SK Sturm Graz (P-O)           | FK Qəbələ (PK)                        |                                   |                                |
| FC Luzern (L5)                | Łokomotiw Płowdiw (PK)                |                                   |                                |
| FK Jablonec (L4)              | Partizan Belgrad (PK)                 |                                   |                                |
| FK Mladá Boleslav (P-O)       |                                       |                                   |                                |
| I runda kwalifikacyjna        |                                       |                                   |                                |
| Hajduk Split (L4)             | Dynama Mińsk (L3)                     | Breiðablik (L2)                   | Flora Tallinn (L3)             |
| Brøndby IF (P-O)              | FK Witebsk (L4)                       | KR (L4)                           | Žalgiris Wilno (PK)            |
| Maccabi Hajfa (L2)            | Kajrat Ałmaty (PK)                    | Mol Fehérvár FC (L2)              | FK Riteriai (L3)               |
| Hapoel Beer Szewa (L3)        | Toboł Kustanaj (L3)                   | Debreceni VSC (L3)                | Žalgiris Kowno (L5)            |
| AEK Larnaka (L2)              | Ordabasy Szymkent (L4)                | Budapest Honvéd FC (L4)           | Budućnost Podgorica (L2)       |
| Apollon Limassol (L3)         | Molde FK (L2)                         | Akademija Pandew (PK)             | FK Zeta (L3)                   |
| FCSB (L2)                     | SK Brann (L3)                         | KF Shkupi (L4)                    | OFK Titograd (L4)              |
| CS Universitatea Craiova (L4) | FK Haugesund (L4)                     | FK Makedonija Dźorcze Petrow (L5) | Torpedo Kutaisi (PK)           |
| Legia Warszawa (L2)           | Olimpija Lublana (PK\L2)              | Inter Turku (PK)                  | Dinamo Tbilisi (L2)            |
| Cracovia (L4)                 | NK Domžale (L3)                       | RoPS Rovaniemi (L2)               | Czichura Saczchere (L4)        |
| IFK Norrköping (L2)           | NŠ Mura (L4)                          | KuPS Kuopio (L3)                  | Alaszkert (PK)                 |
| Malmö FF (L3)                 | FC Vaduz (PK)                         | Cork City (L2)                    | Piunik Erywań (L2)             |
| Neftçi PFK (L2)               | Spartak Trnawa (PK)                   | Shamrock Rovers (L3)              | Bananc Erywań (L3)             |
| Səbail FK (L3)                | DAC Dunajská Streda (L2)              | St. Patrick’s Athletic (L5)       | Balzan FC (PK)                 |
| CSKA Sofia (L2)               | MFK Ružomberok (L3)                   | Zrinjski Mostar L2)               | Hibernians (L2)                |
| Lewski Sofia (P-O)            | Milsami Orgiejów (L2)                 | NK Široki Brijeg (L3)             | Gżira United FC (L3)           |
| Radnički Niš (L2)             | Petrocub Hîncești (L3)                | Radnik Bijeljina (L5)             | Fola Esch (L2)                 |
| FK Čukarički (L4)             | Speranța Nisporeni (L4)               | FK Ventspils (L2)                 | Jeunesse Esch (L3)             |
| Rangers (L2)                  | Kukësi (L2/PK)                        | FK RFS (L3)                       | Crusaders F.C. (PK)            |
| Kilmarnock (L3)               | Teuta Durrës (L3)                     | FK Liepāja (L4)                   | Connah’s Quay Nomads F.C. (PK) |
| Aberdeen (L4)                 | KF Laçi (L6)                          | JK Narva Trans (PK)               | B36 Tórshavn (PK)              |
| Szachcior Soligorsk (L2\PK)   | Stjarnan (PK)                         | Tallinna FCI Levadia (L2)         |                                |
| Runda wstępna                 |                                       |                                   |                                |
| Progrès Niedercorn (L4)       | Cardiff Metropolitan University (P-O) | St Joseph’s (L3)                  | SP La Fiorita (L2)             |
| Ballymena United F.C. (L2)    | NSÍ Runavík (L2)                      | UE Engordany (PK)                 | Prishtina (L2)                 |
| Cliftonville F.C. (P-O)       | KÍ Klaksvík (L4)                      | UE Sant Julià (L2)                |                                |
| Barry Town (L3)               | Europa FC (L2)                        | SP Tre Fiori (PK)                 |                                |

## Terminarz
Losowania każdej rundy odbywały się w siedzibie UEFA w Nyonie, w Szwajcarii.
| Faza           | Runda                         | Data losowania            | Pierwszy mecz                                     | Rewanż                                            |
| -------------- | ----------------------------- | ------------------------- | ------------------------------------------------- | ------------------------------------------------- |
| Kwalifikacje   | Runda wstępna                 | 11 czerwca 2019           | 27 czerwca 2019                                   | 4 lipca 2019                                      |
| Kwalifikacje   | Pierwsza runda kwalifikacyjna | 18 czerwca 2019           | 11 lipca 2019                                     | 18 lipca 2019                                     |
| Kwalifikacje   | Druga runda kwalifikacyjna    | 19 czerwca 2019           | 25 lipca 2019                                     | 1 sierpnia 2019                                   |
| Kwalifikacje   | Trzecia runda kwalifikacyjna  | 22 lipca 2019             | 8 sierpnia 2019                                   | 15 sierpnia 2019                                  |
| Play-off       | Play-off                      | 5 sierpnia 2019           | 22 sierpnia 2019                                  | 29 sierpnia 2019                                  |
| Faza grupowa   | Kolejka 1                     | 30 sierpnia 2019 (Monako) | 19 września 2019                                  | 19 września 2019                                  |
| Faza grupowa   | Kolejka 2                     | 30 sierpnia 2019 (Monako) | 3 października 2019                               | 3 października 2019                               |
| Faza grupowa   | Kolejka 3                     | 30 sierpnia 2019 (Monako) | 24 października 2019                              | 24 października 2019                              |
| Faza grupowa   | Kolejka 4                     | 30 sierpnia 2019 (Monako) | 7 listopada 2019                                  | 7 listopada 2019                                  |
| Faza grupowa   | Kolejka 5                     | 30 sierpnia 2019 (Monako) | 28 listopada 2019                                 | 28 listopada 2019                                 |
| Faza grupowa   | Kolejka 6                     | 30 sierpnia 2019 (Monako) | 12 grudnia 2019                                   | 12 grudnia 2019                                   |
| Faza pucharowa | 1/16 finału                   | 16 grudnia 2019           | 20 lutego 2020                                    | 27 lutego 2020                                    |
| Faza pucharowa | 1/8 finału                    | 28 lutego 2020            | 12 marca 2020                                     | 5–6 sierpnia 2020                                 |
| Faza pucharowa | Ćwierćfinały                  | 10 lipca 2020             | 10–11 sierpnia 2020                               | 10–11 sierpnia 2020                               |
| Faza pucharowa | Półfinały                     | 10 lipca 2020             | 16–17 sierpnia 2020                               | 16–17 sierpnia 2020                               |
| Faza pucharowa | Finał                         | 10 lipca 2020             | 21 sierpnia 2020 na RheinEnergieStadion w Kolonii | 21 sierpnia 2020 na RheinEnergieStadion w Kolonii |

## Faza kwalifikacyjna

### Runda wstępna
Do startu w rundzie wstępnej kwalifikacji uprawnionych będzie 14 drużyn, z czego 7 będzie rozstawionych.
| Drużyna 1                            | Wynik dwumeczu | Drużyna 2                       | Pierwszy mecz | Drugi mecz |
| ------------------------------------ | -------------- | ------------------------------- | ------------- | ---------- |
| Progrès Niedercorn                   | 2:2 (br. wyj.) | Cardiff Metropolitan University | 1:0           | 1:2        |
| SP La Fiorita                        | 1:3            | UE Engordany                    | 0:1           | 1:2        |
| UE Sant Julià                        | 3:6            | Europa FC                       | 3:2           | 0:4        |
| Ballymena United F.C.                | 2:0            | NSÍ Runavík                     | 2:0           | 0:0        |
| Prishtina                            | 1:3            | St Joseph’s                     | 1:1           | 0:2        |
| SP Tre Fiori                         | 1:9            | KÍ Klaksvík                     | 1:5           | 0:4        |
| Barry Town                           | 0:4            | Cliftonville F.C.               | 0:0           | 0:4        |
| Po lewej gospodarz pierwszego meczu. |                |                                 |               |            |

### I runda kwalifikacyjna
Do startu w I rundzie kwalifikacyjnej uprawnione były 94 drużyny (7 z poprzedniej rundy), z czego 47 było rozstawionych.
| Drużyna 1                            | Wynik dwumeczu | Drużyna 2                    | Pierwszy mecz | Drugi mecz  |
| ------------------------------------ | -------------- | ---------------------------- | ------------- | ----------- |
| Malmö FF                             | 11:0           | Ballymena United F.C.        | 7:0           | 4:0         |
| Connah’s Quay Nomads F.C.            | 3:2            | Kilmarnock                   | 1:2           | 2:0         |
| KuPS Kuopio                          | 3:1            | FK Witebsk                   | 2:0           | 1:1         |
| Breiðablik                           | 1:2            | FC Vaduz                     | 0:0           | 1:2         |
| SK Brann                             | 3:4            | Shamrock Rovers              | 2:2           | 1:2         |
| Ordabasy Szymkent                    | 3:0            | Torpedo Kutaisi              | 1:0           | 2:0         |
| Europa FC                            | 0:3            | Legia Warszawa               | 0:0           | 0:3         |
| CSKA Sofia                           | 4:0            | OFK Titograd                 | 4:0           | 0:0         |
| Gżira United FC                      | 3:3 (br. wyj.) | Hajduk Split                 | 0:2           | 3:1         |
| Flora Tallinn                        | 4:2            | Radnički Niš                 | 2:0           | 2:2         |
| Maccabi Hajfa                        | 5:2            | NŠ Mura                      | 2:0           | 3:2         |
| Debreceni VSC                        | 4:1            | Kukësi                       | 3:0           | 1:1         |
| FK Čukarički                         | 8:0            | Bananc Erywań                | 3:0           | 5:0         |
| Jeunesse Esch                        | 1:1 (br. wyj.) | Toboł Kustanaj               | 0:0           | 1:1         |
| FCSB                                 | 4:1            | Milsami Orgiejów             | 2:0           | 2:1         |
| Crusaders F.C.                       | 5:2            | B36 Tórshavn                 | 2:0           | 3:2         |
| Brøndby IF                           | 4:3            | Inter Turku                  | 4:1           | 0:2         |
| Molde FK                             | 7:1            | KR                           | 7:1           | 0:0         |
| St Joseph’s                          | 0:10           | Rangers                      | 0:4           | 0:6         |
| Cork City                            | 2:3            | Progrès Niedercorn           | 0:2           | 2:1         |
| MFK Ružomberok                       | 0:4            | Lewski Sofia                 | 0:2           | 0:2         |
| Akademija Pandew                     | 0:6            | Zrinjski Mostar              | 0:3           | 0:3         |
| Speranța Nisporeni                   | 0:9            | Neftçi PFK                   | 0:3           | 0:6         |
| FK Zeta                              | 1:5            | MOL Fehérvár FC              | 1:5           | 0:0         |
| Szachcior Soligorsk                  | 2:0            | Hibernians                   | 1:0           | 1:0         |
| Olimpija Lublana                     | 4:3            | FK RFS                       | 2:3           | 2:0         |
| Budapest Honvéd FC                   | 4:2            | Žalgiris Wilno               | 3:1           | 1:1         |
| Alaszkert                            | 6:1            | FK Makedonija Dźorcze Petrow | 3:1           | 3:0         |
| Radnik Bijeljina                     | 2:2 (k. 2:3)   | Spartak Trnawa               | 2:0           | 0:2 (dogr.) |
| Fola Esch                            | 2:4            | Czichura Saczchere           | 1:2           | 1:2         |
| Dinamo Tbilisi                       | 7:0            | UE Engordany                 | 6:0           | 1:0         |
| NK Široki Brijeg                     | 2:4            | Kajrat Ałmaty                | 1:2           | 1:2         |
| DAC Dunajská Streda                  | 3:3 (br. wyj.) | Cracovia                     | 1:1           | 2:2 (dogr.) |
| Žalgiris Kowno                       | 0:6            | Apollon Limassol             | 0:2           | 0:4         |
| FK Ventspils                         | 3:1            | Teuta Durrës                 | 3:0           | 0:1         |
| Stjarnan                             | 4:4 (br. wyj.) | Tallinna FCI Levadia         | 2:1           | 2:3 (dogr.) |
| Cliftonville F.C.                    | 1:6            | FK Haugesund                 | 0:1           | 1:5         |
| FK Riteriai                          | 1:1 (br. wyj.) | KÍ Klaksvík                  | 1:1           | 0:0         |
| FK Liepāja                           | 3:2            | Dynama Mińsk                 | 1:1           | 2:1         |
| St. Patrick’s Athletic               | 1:4            | IFK Norrköping               | 0:2           | 1:2         |
| Aberdeen                             | 4:2            | RoPS Rovaniemi               | 2:1           | 2:1         |
| Balzan FC                            | 3:5            | NK Domžale                   | 3:4           | 0:1         |
| KF Laçi                              | 1:2            | Hapoel Beer Szewa            | 1:1           | 0:1         |
| JK Narva Trans                       | 1:6            | Budućnost Podgorica          | 0:2           | 1:4         |
| Səbail FK                            | 4:6            | CS Universitatea Craiova     | 2:3           | 2:3         |
| Piunik Erywań                        | 5:4            | KF Shkupi                    | 3:3           | 2:1         |
| AEK Larnaka                          | 2:0            | Petrocub Hîncești            | 1:0           | 1:0         |
| Po lewej gospodarz pierwszego meczu. |                |                              |               |             |

### II runda kwalifikacyjna
Od tej rundy turniej kwalifikacyjny został podzielony na 2 części – ścieżkę mistrzowską i ścieżkę ligową:
- do startu w II rundzie kwalifikacyjnej w ścieżce mistrzowskiej uprawnionych było 18 drużyn (15 z I rundy kwalifikacji Ligi Mistrzów i 3 z rundy wstępnej kwalifikacji Ligi Mistrzów), z czego 9 było rozstawionych;
- do startu w II rundzie kwalifikacyjnej w ścieżce ligowej uprawnione były 74 drużyny (47 z poprzedniej rundy), z czego 37 było rozstawionych.

| Drużyna 1                            | Wynik dwumeczu      | Drużyna 2                | Pierwszy mecz       | Drugi mecz          |                     |
| Ścieżka mistrzowska                  | Ścieżka mistrzowska | Ścieżka mistrzowska      | Ścieżka mistrzowska | Ścieżka mistrzowska | Ścieżka mistrzowska |
| ------------------------------------ | ------------------- | ------------------------ | ------------------- | ------------------- | ------------------- |
| SP Tre Penne                         | 0:10                | Sūduva Mariampol         | 0:5                 | 0:5                 |                     |
| Piast Gliwice                        | 4:4 (br. wyj.)      | Riga FC                  | 3:2                 | 1:2                 |                     |
| Partizani Tirana                     | 1:2                 | Sheriff Tyraspol         | 0:1                 | 1:1                 |                     |
| Ararat-Armenia                       | 4:1                 | Lincoln Red Imps         | 2:0                 | 2:1                 |                     |
| Valur                                | 1:5                 | Łudogorec Razgrad        | 1:1                 | 0:4                 |                     |
| Slovan Bratysława                    | 4:1                 | Feronikeli Glogovac      | 2:1                 | 2:0                 |                     |
| FC Santa Coloma                      | 1:4                 | FK Astana                | 0:0                 | 1:4                 |                     |
| HB Tórshavn                          | 2:3                 | Linfield F.C.            | 2:2                 | 0:1                 |                     |
| Szkendija Tetowo                     | 2:3                 | F91 Dudelange            | 1:2                 | 1:1                 |                     |
| Ścieżka ligowa                       |                     |                          |                     |                     |                     |
| IFK Norrköping                       | 3:0                 | FK Liepāja               | 2:0                 | 1:0                 |                     |
| Hapoel Beer Szewa                    | 3:1                 | Kajrat Ałmaty            | 2:0                 | 1:1                 |                     |
| Arsienał Tuła                        | 0:4                 | Neftçi PFK               | 0:1                 | 0:3                 |                     |
| RCD Espanyol                         | 7:1                 | Stjarnan                 | 4:0                 | 3:1                 |                     |
| DAC Dunajská Streda                  | 3:5                 | PAE Atromitos            | 1:2                 | 2:3                 |                     |
| FK Haugesund                         | 3:2                 | Sturm Graz               | 2:0                 | 1:2                 |                     |
| AEK Larnaka                          | 7:0                 | Lewski Sofia             | 3:0                 | 4:0                 |                     |
| Legia Warszawa                       | 1:0                 | KuPS Kuopio              | 1:0                 | 0:0                 |                     |
| Utrecht                              | 2:3                 | Zrinjski Mostar          | 1:1                 | 1:2 (dogr.)         |                     |
| Piunik Erywań                        | 2:1                 | FK Jablonec              | 2:1                 | 0:0                 |                     |
| Lechia Gdańsk                        | 3:5                 | Brøndby IF               | 2:1                 | 1:4 (dogr.)         |                     |
| MOL Fehérvár FC                      | 1:2                 | FC Vaduz                 | 1:0                 | 0:2 (dogr.)         |                     |
| FK Qəbələ                            | 0:5                 | Dinamo Tbilisi           | 0:2                 | 0:3                 |                     |
| Yeni Malatyaspor                     | 3:2                 | Olimpija Lublana         | 2:2                 | 1:0                 |                     |
| Flora Tallinn                        | 2:4                 | Eintracht Frankfurt      | 1:2                 | 1:2                 |                     |
| NK Domžale                           | 4:5                 | Malmö FF                 | 2:2                 | 2:3                 |                     |
| Molde FK                             | 3:1                 | FK Čukarički             | 0:0                 | 3:1                 |                     |
| Czichura Saczchere                   | 1:6                 | Aberdeen                 | 1:1                 | 0:5                 |                     |
| KAA Gent                             | 7:5                 | Viitorul Constanța       | 6:3                 | 1:2                 |                     |
| Budućnost Podgorica                  | 1:4                 | Zoria Ługańsk            | 1:3                 | 0:1                 |                     |
| CSKA Sofia                           | 1:1 (k. 4:3)        | NK Osijek                | 1:0                 | 0:1 (dogr.)         |                     |
| Torino                               | 7:1                 | Debreceni VSC            | 3:0                 | 4:1                 |                     |
| FC Luzern                            | 2:0                 | KÍ Klaksvík              | 1:0                 | 1:0                 |                     |
| Rangers                              | 2:0                 | Progrès Niedercorn       | 2:0                 | 0:0                 |                     |
| FK Ventspils                         | 6:2                 | Gżira United FC          | 4:0                 | 2:2                 |                     |
| RC Strasbourg                        | 4:3                 | Maccabi Hajfa            | 3:1                 | 1:2                 |                     |
| FK Mladá Boleslav                    | 4:3                 | Ordabasy Szymkent        | 1:1                 | 3:2                 |                     |
| Shamrock Rovers                      | 3:4                 | Apollon Limassol         | 2:1                 | 1:3 (dogr.)         |                     |
| AZ Alkmaar                           | 3:0                 | BK Häcken                | 0:0                 | 3:0                 |                     |
| Alaszkert                            | 3:5                 | FCSB                     | 0:3                 | 3:2                 |                     |
| Łokomotiw Płowdiw                    | 3:3 (br. wyj.)      | Spartak Trnawa           | 2:0                 | 1:3                 |                     |
| Wolverhampton Wanderers              | 6:1                 | Crusaders F.C.           | 2:0                 | 4:1                 |                     |
| Aris FC                              | 1:0                 | AEL Limassol             | 0:0                 | 1:0                 |                     |
| Jeunesse Esch                        | 0:5                 | Vitória Guimarães        | 0:1                 | 0:4                 |                     |
| Budapest Honvéd FC                   | 0:0 (k. 1:3)        | CS Universitatea Craiova | 0:0                 | 0:0 (dogr.)         |                     |
| Szachcior Soligorsk                  | 2:0                 | Esbjerg fB               | 2:0                 | 0:0                 |                     |
| Connah’s Quay Nomads F.C.            | 0:4                 | Partizan Belgrad         | 0:1                 | 0:3                 |                     |
| Po lewej gospodarz pierwszego meczu. |                     |                          |                     |                     |                     |

### III runda kwalifikacyjna
W tej rundzie kwalifikacji utrzymany został podział na 2 ścieżki – mistrzowską i ligową:
- do startu w III rundzie kwalifikacyjnej w ścieżce mistrzowskiej uprawnionych było 20 drużyn (10 z poprzedniej rundy i 10 z II rundy kwalifikacji Ligi Mistrzów w ścieżce mistrzowskiej), z czego 10 będzie rozstawionych;
- do startu w III rundzie kwalifikacyjnej w ścieżce ligowej uprawnione były 52 drużyny (37 z poprzedniej rundy i 3 z II rundy kwalifikacji Ligi Mistrzów w ścieżce ligowej), z czego 26 było rozstawionych.

| Drużyna 1                            | Wynik dwumeczu      | Drużyna 2               | Pierwszy mecz       | Drugi mecz          |                     |
| Ścieżka mistrzowska                  | Ścieżka mistrzowska | Ścieżka mistrzowska     | Ścieżka mistrzowska | Ścieżka mistrzowska | Ścieżka mistrzowska |
| ------------------------------------ | ------------------- | ----------------------- | ------------------- | ------------------- | ------------------- |
| Sutjeska Nikšić                      | 3:5                 | Linfield F.C.           | 1:2                 | 2:3                 |                     |
| Maccabi Tel Awiw                     | 2:4                 | Sūduva Mariampol        | 1:2                 | 1:2                 |                     |
| Ararat-Armenia                       | 3:2                 | Saburtalo Tbilisi       | 1:2                 | 2:0                 |                     |
| Riga FC                              | 3:3 (br. wyj.)      | HJK Helsinki            | 1:1                 | 2:2                 |                     |
| Łudogorec Razgrad                    | 9:0                 | The New Saints F.C.     | 5:0                 | 4:0                 |                     |
| FK Sarajevo                          | 1:2                 | BATE Borysów            | 1:2                 | 0:0                 |                     |
| F91 Dudelange                        | 4:1                 | Nõmme Kalju             | 3:1                 | 1:0                 |                     |
| FK Astana                            | 9:1                 | Valletta FC             | 5:1                 | 4:0                 |                     |
| Sheriff Tyraspol                     | 2:3                 | AIK Fotboll             | 1:2                 | 1:1                 |                     |
| Slovan Bratysława                    | 4:1                 | Dundalk F.C.            | 1:0                 | 3:1                 |                     |
| Ścieżka ligowa                       |                     |                         |                     |                     |                     |
| IFK Norrköping                       | 2:4                 | Hapoel Beer Szewa       | 1:1                 | 1:3                 |                     |
| Torino                               | 6:1                 | Szachcior Soligorsk     | 5:0                 | 1:1                 |                     |
| Royal Antwerp                        | 2:2 (br. wyj.)      | Viktoria Pilzno         | 1:0                 | 1:2 (dogr.)         |                     |
| Austria Wiedeń                       | 2:5                 | Apollon Limassol        | 1:2                 | 1:3                 |                     |
| Feyenoord                            | 5:1                 | Dinamo Tbilisi          | 4:0                 | 1:1                 |                     |
| Brøndby IF                           | 3:7                 | SC Braga                | 2:4                 | 1:3                 |                     |
| Molde FK                             | 4:3                 | Aris FC                 | 3:0                 | 1:3 (dogr.)         |                     |
| Łokomotiw Płowdiw                    | 0:2                 | RC Strasbourg           | 0:1                 | 0:1                 |                     |
| FC Thun                              | 3:5                 | Spartak Moskwa          | 2:3                 | 1:2                 |                     |
| FCSB                                 | 1:0                 | FK Mladá Boleslav       | 0:0                 | 1:0                 |                     |
| Piunik Erywań                        | 0:8                 | Wolverhampton Wanderers | 0:4                 | 0:4                 |                     |
| FC Midtjylland                       | 3:7                 | Rangers                 | 2:4                 | 1:3                 |                     |
| FK Mariupol                          | 0:3                 | AZ Alkmaar              | 0:0                 | 0:4                 |                     |
| AEK Larnaka                          | 1:4                 | KAA Gent                | 1:1                 | 0:3                 |                     |
| Legia Warszawa                       | 2:0                 | PAE Atromitos           | 0:0                 | 2:0                 |                     |
| FK Haugesund                         | 0:1                 | PSV Eindhoven           | 0:1                 | 0:0                 |                     |
| HNK Rijeka                           | 4:0                 | Aberdeen                | 2:0                 | 2:0                 |                     |
| FK Ventspils                         | 0:9                 | Vitória Guimarães       | 0:3                 | 0:6                 |                     |
| FC Vaduz                             | 0:6                 | Eintracht Frankfurt     | 0:5                 | 0:1                 |                     |
| Partizan Belgrad                     | 3:2                 | Yeni Malatyaspor        | 3:1                 | 0:1                 |                     |
| Malmö FF                             | 3:1                 | Zrinjski Mostar         | 3:0                 | 0:1                 |                     |
| CSKA Sofia                           | 1:2                 | Zoria Ługańsk           | 1:1                 | 0:1                 |                     |
| Neftçi PFK                           | 3:4                 | Bene Jehuda Tel Awiw    | 2:2                 | 1:2                 |                     |
| FC Luzern                            | 0:6                 | RCD Espanyol            | 0:3                 | 0:3                 |                     |
| Sparta Praga                         | 3:4                 | Trabzonspor             | 2:2                 | 1:2                 |                     |
| CS Universitatea Craiova             | 1:3                 | AEK Ateny               | 0:2                 | 1:1                 |                     |
| Po lewej gospodarz pierwszego meczu. |                     |                         |                     |                     |                     |

### Runda play-off
W tej rundzie kwalifikacji utrzymany został podział na 2 ścieżki – mistrzowską i ligową:
- do startu w rundzie play-off w ścieżce mistrzowskiej uprawnionych było 16 drużyn (10 z poprzedniej rundy i 6 z III rundy kwalifikacji Ligi Mistrzów w ścieżce mistrzowskiej), z czego 8 było rozstawionych;
- do startu w rundzie play-off w ścieżce ligowej uprawnionych było 26 drużyn (wszyscy zwycięzcy z poprzedniej rundy), z czego 13 było rozstawionych.

| Drużyna 1                            | Wynik dwumeczu      | Drużyna 2               | Pierwszy mecz       | Drugi mecz          |                     |
| Ścieżka mistrzowska                  | Ścieżka mistrzowska | Ścieżka mistrzowska     | Ścieżka mistrzowska | Ścieżka mistrzowska | Ścieżka mistrzowska |
| ------------------------------------ | ------------------- | ----------------------- | ------------------- | ------------------- | ------------------- |
| Sūduva Mariampol                     | 2:4                 | Ferencvárosi TC         | 0:0                 | 2:4                 |                     |
| FC Kopenhaga                         | 3:2                 | Riga FC                 | 3:1                 | 0:1                 |                     |
| Celtic                               | 6:1                 | AIK Fotboll             | 2:0                 | 4:1                 |                     |
| Ararat-Armenia                       | 3:3 (k. 4:5)        | F91 Dudelange           | 2:1                 | 1:2 (dogr.)         |                     |
| Łudogorec Razgrad                    | 2:2 (br. wyj.)      | NK Maribor              | 0:0                 | 2:2                 |                     |
| Linfield F.C.                        | 4:4 (br. wyj.)      | Qarabağ FK              | 3:2                 | 1:2                 |                     |
| Slovan Bratysława                    | 3:3 (br. wyj.)      | PAOK FC                 | 1:0                 | 2:3                 |                     |
| FK Astana                            | 3:2                 | BATE Borysów            | 3:0                 | 0:2                 |                     |
| Ścieżka ligowa                       |                     |                         |                     |                     |                     |
| Torino                               | 3:5                 | Wolverhampton Wanderers | 2:3                 | 1:2                 |                     |
| AEK Ateny                            | 3:3 (br. wyj.)      | Trabzonspor             | 1:3                 | 2:0                 |                     |
| Legia Warszawa                       | 0:1                 | Rangers                 | 0:0                 | 0:1                 |                     |
| Feyenoord                            | 6:0                 | Hapoel Beer Szewa       | 3:0                 | 3:0                 |                     |
| FCSB                                 | 0:1                 | Vitória Guimarães       | 0:0                 | 0:1                 |                     |
| KAA Gent                             | 3:2                 | HNK Rijeka              | 2:1                 | 1:1                 |                     |
| PSV Eindhoven                        | 7:0                 | Apollon Limassol        | 3:0                 | 4:0                 |                     |
| RCD Espanyol                         | 5:3                 | Zoria Ługańsk           | 3:1                 | 2:2                 |                     |
| Partizan Belgrad                     | 3:2                 | Molde FK                | 2:1                 | 1:1                 |                     |
| SC Braga                             | 3:1                 | Spartak Moskwa          | 1:0                 | 2:1                 |                     |
| Malmö FF                             | 4:0                 | Bene Jehuda Tel Awiw    | 3:0                 | 1:0                 |                     |
| RC Strasbourg                        | 1:3                 | Eintracht Frankfurt     | 1:0                 | 0:3                 |                     |
| AZ Alkmaar                           | 5:2                 | Royal Antwerp           | 1:1                 | 4:1 (dogr.)         |                     |
| Po lewej gospodarz pierwszego meczu. |                     |                         |                     |                     |                     |

## Faza grupowa
Do startu w fazie grupowej uprawnionych było 48 drużyn (w tym 21 zwycięzców rundy play-off Ligi Europy, 6 przegranych rundy play-off Ligi Mistrzów i 4 przegranych III rundy kwalifikacji Ligi Mistrzów dla niemistrzów), które rozegrały spotkania systemem każdy z każdym u siebie i na wyjeździe. W trakcie losowania zespoły były rozdzielone na 4 koszyki według współczynnika UEFA, następnie rozlosowane i podzielone na 12 grup po 4 drużyny każda. Do jednej grupy nie mogły trafić drużyny z tego samego koszyka i federacji, a także z powodu napiętej sytuacji politycznej na Ukrainie, zespoły z Rosji i Ukrainy. Losowanie odbyło się 30 sierpnia 2019 roku w Monako.
| Kolory w tabeli grup                             |
| ------------------------------------------------ |
| Zespoły z miejsc 1. i 2. awansują do 1/16 finału |

Zasady ustalania kolejności w tabeli:
1. liczba zdobytych punktów w całej rundzie;
2. liczba punktów zdobyta w meczach bezpośrednich;
3. różnica bramek w meczach bezpośrednich;
4. liczba bramek zdobytych na wyjeździe w meczach bezpośrednich
5. różnica bramek w całej rundzie;
6. liczba zdobytych bramek w całej rundzie;
7. współczynnik drużyny z poprzednich 5 sezonów.

### Grupa A
| Lp. | Drużyna           | M | Z | R | P | Bramki | Bramki | +/– | Pkt |
| --- | ----------------- | - | - | - | - | ------ | ------ | --- | --- |
| 1   | Sevilla FC (A)    | 6 | 5 | 0 | 1 | 14     | 3      | +11 | 15  |
| 2   | APOEL Nikozja (A) | 6 | 3 | 1 | 2 | 10     | 8      | +2  | 10  |
| 3   | Qarabağ FK        | 6 | 1 | 2 | 3 | 8      | 11     | −3  | 5   |
| 4   | F91 Dudelange     | 6 | 1 | 1 | 4 | 8      | 18     | −10 | 4   |

|               | SEV | APN | QAA | DUD |
| ------------- | --- | --- | --- | --- |
| Sevilla FC    | –   | 1:0 | 2:0 | 3:0 |
| APOEL Nikozja | 1:0 | –   | 2:1 | 3:4 |
| Qarabağ FK    | 0:3 | 2:2 | –   | 1:1 |
| F91 Dudelange | 2:5 | 0:2 | 1:4 | –   |

### Grupa B
| Lp. | Drużyna          | M | Z | R | P | Bramki | Bramki | +/– | Pkt |
| --- | ---------------- | - | - | - | - | ------ | ------ | --- | --- |
| 1   | Malmö FF (A)     | 6 | 3 | 2 | 1 | 8      | 6      | +2  | 11  |
| 2   | FC Kopenhaga (A) | 6 | 2 | 3 | 1 | 5      | 4      | +1  | 9   |
| 3   | Dynamo Kijów     | 6 | 1 | 4 | 1 | 7      | 7      | 0   | 7   |
| 4   | FC Lugano        | 6 | 0 | 3 | 3 | 2      | 5      | −3  | 3   |

|              | DKV | KOP | MLÖ | LUG |
| ------------ | --- | --- | --- | --- |
| Dynamo Kijów | –   | 1:1 | 1:0 | 1:1 |
| FC Kopenhaga | 1:1 | –   | 0:1 | 1:0 |
| Malmö FF     | 4:3 | 1:1 | –   | 2:1 |
| FC Lugano    | 0:0 | 0:1 | 0:0 | –   |

### Grupa C
| Lp. | Drużyna       | M | Z | R | P | Bramki | Bramki | +/– | Pkt |
| --- | ------------- | - | - | - | - | ------ | ------ | --- | --- |
| 1   | FC Basel (A)  | 6 | 4 | 1 | 1 | 12     | 4      | +8  | 13  |
| 2   | Getafe CF (A) | 6 | 4 | 0 | 2 | 8      | 4      | +4  | 12  |
| 3   | FK Krasnodar  | 6 | 3 | 0 | 3 | 7      | 11     | −4  | 9   |
| 4   | Trabzonspor   | 6 | 0 | 1 | 5 | 3      | 11     | −8  | 1   |

|              | BAS | KRA | GET | TRA |
| ------------ | --- | --- | --- | --- |
| FC Basel     | –   | 5:0 | 2:1 | 2:0 |
| FK Krasnodar | 1:0 | –   | 1:2 | 3:1 |
| Getafe CF    | 0:1 | 3:0 | –   | 1:0 |
| Trabzonspor  | 2:2 | 0:2 | 0:1 | –   |

### Grupa D
| Lp. | Drużyna         | M | Z | R | P | Bramki | Bramki | +/– | Pkt |
| --- | --------------- | - | - | - | - | ------ | ------ | --- | --- |
| 1   | LASK Linz (A)   | 6 | 4 | 1 | 1 | 11     | 4      | +7  | 13  |
| 2   | Sporting CP (A) | 6 | 4 | 0 | 2 | 11     | 7      | +4  | 12  |
| 3   | PSV Eindhoven   | 6 | 2 | 2 | 2 | 9      | 12     | −3  | 8   |
| 4   | Rosenborg BK    | 6 | 0 | 1 | 5 | 3      | 11     | −8  | 1   |

|               | SCP | PSV | RBK | LIN |
| ------------- | --- | --- | --- | --- |
| Sporting CP   | –   | 4:0 | 1:0 | 2:1 |
| PSV Eindhoven | 3:2 | –   | 1:1 | 0:0 |
| Rosenborg BK  | 0:2 | 1:4 | –   | 1:2 |
| LASK Linz     | 3:0 | 4:1 | 1:0 | –   |

### Grupa E
| Lp. | Drużyna      | M | Z | R | P | Bramki | Bramki | +/– | Pkt |
| --- | ------------ | - | - | - | - | ------ | ------ | --- | --- |
| 1   | Celtic (A)   | 6 | 4 | 1 | 1 | 10     | 6      | +4  | 13  |
| 2   | CFR Cluj (A) | 6 | 4 | 0 | 2 | 6      | 4      | +2  | 12  |
| 3   | Lazio        | 6 | 2 | 0 | 4 | 6      | 9      | −3  | 6   |
| 4   | Stade Rennes | 6 | 1 | 1 | 4 | 5      | 8      | −3  | 4   |

|              | LAZ | CEL | REN | CFR |
| ------------ | --- | --- | --- | --- |
| Lazio        | –   | 1:2 | 2:1 | 1:0 |
| Celtic       | 2:1 | –   | 3:1 | 2:0 |
| Stade Rennes | 2:0 | 1:1 | –   | 0:1 |
| CFR Cluj     | 2:1 | 2:0 | 1:0 | –   |

### Grupa F
| Lp. | Drużyna                 | M | Z | R | P | Bramki | Bramki | +/– | Pkt |
| --- | ----------------------- | - | - | - | - | ------ | ------ | --- | --- |
| 1   | Arsenal (A)             | 6 | 3 | 2 | 1 | 14     | 7      | +7  | 11  |
| 2   | Eintracht Frankfurt (A) | 6 | 3 | 0 | 3 | 8      | 10     | −2  | 9   |
| 3   | Standard Liège          | 6 | 2 | 2 | 2 | 8      | 10     | −2  | 8   |
| 4   | Vitória Guimarães       | 6 | 1 | 2 | 3 | 7      | 10     | −3  | 5   |

|                     | ARS | FRA | STL | VGU |
| ------------------- | --- | --- | --- | --- |
| Arsenal             | –   | 1:2 | 4:0 | 3:2 |
| Eintracht Frankfurt | 0:3 | –   | 2:1 | 2:3 |
| Standard Liège      | 2:2 | 2:1 | –   | 2:0 |
| Vitória Guimarães   | 1:1 | 0:1 | 1:1 | –   |

### Grupa G
| Lp. | Drużyna        | M | Z | R | P | Bramki | Bramki | +/– | Pkt |
| --- | -------------- | - | - | - | - | ------ | ------ | --- | --- |
| 1   | FC Porto (A)   | 6 | 3 | 1 | 2 | 8      | 9      | −1  | 10  |
| 2   | Rangers (A)    | 6 | 2 | 3 | 1 | 8      | 6      | +2  | 9   |
| 3   | BSC Young Boys | 6 | 2 | 2 | 2 | 8      | 7      | +1  | 8   |
| 4   | Feyenoord      | 6 | 1 | 2 | 3 | 7      | 9      | −2  | 5   |

|                | POR | YBO | FEY | RAN |
| -------------- | --- | --- | --- | --- |
| FC Porto       | –   | 2:1 | 3:2 | 1:1 |
| BSC Young Boys | 1:2 | –   | 2:0 | 2:1 |
| Feyenoord      | 2:0 | 1:1 | –   | 2:2 |
| Rangers        | 2:0 | 1:1 | 1:0 | –   |

### Grupa H
| Lp. | Drużyna               | M | Z | R | P | Bramki | Bramki | +/– | Pkt |
| --- | --------------------- | - | - | - | - | ------ | ------ | --- | --- |
| 1   | RCD Espanyol (A)      | 6 | 3 | 2 | 1 | 12     | 4      | +8  | 11  |
| 2   | Łudogorec Razgrad (A) | 6 | 2 | 2 | 2 | 10     | 10     | 0   | 8   |
| 3   | Ferencvárosi TC       | 6 | 1 | 4 | 1 | 5      | 7      | −2  | 7   |
| 4   | CSKA Moskwa           | 6 | 1 | 2 | 3 | 3      | 9      | −6  | 5   |

|                   | CSK | RAZ | ESP | FER |
| ----------------- | --- | --- | --- | --- |
| CSKA Moskwa       | –   | 1:1 | 0:2 | 0:1 |
| Łudogorec Razgrad | 5:1 | –   | 0:1 | 1:1 |
| RCD Espanyol      | 0:1 | 6:0 | –   | 1:1 |
| Ferencvárosi TC   | 0:0 | 0:3 | 2:2 | –   |

### Grupa I
| Lp. | Drużyna           | M | Z | R | P | Bramki | Bramki | +/– | Pkt |
| --- | ----------------- | - | - | - | - | ------ | ------ | --- | --- |
| 1   | KAA Gent (A)      | 6 | 3 | 3 | 0 | 11     | 7      | +4  | 12  |
| 2   | VfL Wolfsburg (A) | 6 | 3 | 2 | 1 | 9      | 7      | +2  | 11  |
| 3   | AS Saint-Étienne  | 6 | 0 | 4 | 2 | 6      | 8      | −2  | 4   |
| 4   | FK Ołeksandrija   | 6 | 0 | 3 | 3 | 6      | 10     | −4  | 3   |

|                  | WOL | KAA | STE | OLE |
| ---------------- | --- | --- | --- | --- |
| VfL Wolfsburg    | –   | 1:3 | 1:0 | 3:1 |
| KAA Gent         | 2:2 | –   | 3:2 | 2:1 |
| AS Saint-Étienne | 1:1 | 0:0 | –   | 1:1 |
| FK Ołeksandrija  | 0:1 | 1:1 | 2:2 | –   |

### Grupa J
| Lp. | Drużyna                  | M | Z | R | P | Bramki | Bramki | +/– | Pkt |
| --- | ------------------------ | - | - | - | - | ------ | ------ | --- | --- |
| 1   | İstanbul Başakşehir (A)  | 6 | 3 | 1 | 2 | 7      | 9      | −2  | 10  |
| 2   | Roma (A)                 | 6 | 2 | 3 | 1 | 12     | 6      | +6  | 9   |
| 3   | Borussia Mönchengladbach | 6 | 2 | 2 | 2 | 6      | 9      | −3  | 8   |
| 4   | Wolfsberger AC           | 6 | 1 | 2 | 3 | 7      | 8      | −1  | 5   |

|                          | ROM | MGL | BAŞ | WAC |
| ------------------------ | --- | --- | --- | --- |
| Roma                     | –   | 1:1 | 4:0 | 2:2 |
| Borussia Mönchengladbach | 2:1 | –   | 1:2 | 0:4 |
| İstanbul Başakşehir      | 0:3 | 1:1 | –   | 1:0 |
| Wolfsberger AC           | 1:1 | 0:1 | 0:3 | –   |

### Grupa K
| Lp. | Drużyna                     | M | Z | R | P | Bramki | Bramki | +/– | Pkt |
| --- | --------------------------- | - | - | - | - | ------ | ------ | --- | --- |
| 1   | SC Braga (A)                | 6 | 4 | 2 | 0 | 15     | 9      | +6  | 14  |
| 2   | Wolverhampton Wanderers (A) | 6 | 4 | 1 | 1 | 11     | 5      | +6  | 13  |
| 3   | Slovan Bratysława           | 6 | 1 | 1 | 4 | 10     | 13     | −3  | 4   |
| 4   | Beşiktaş JK                 | 6 | 1 | 0 | 5 | 6      | 15     | −9  | 3   |

|                         | BES | BRA | WOL | SLB |
| ----------------------- | --- | --- | --- | --- |
| Beşiktaş JK             | –   | 1:2 | 0:1 | 2:1 |
| SC Braga                | 3:1 | –   | 3:3 | 2:2 |
| Wolverhampton Wanderers | 4:0 | 0:1 | –   | 1:0 |
| Slovan Bratysława       | 4:2 | 2:4 | 1:2 | –   |

### Grupa L
| Lp. | Drużyna               | M | Z | R | P | Bramki | Bramki | +/– | Pkt |
| --- | --------------------- | - | - | - | - | ------ | ------ | --- | --- |
| 1   | Manchester United (A) | 6 | 4 | 1 | 1 | 10     | 2      | +8  | 13  |
| 2   | AZ Alkmaar (A)        | 6 | 2 | 3 | 1 | 15     | 8      | +7  | 9   |
| 3   | Partizan Belgrad      | 6 | 2 | 2 | 2 | 10     | 10     | 0   | 8   |
| 4   | FK Astana             | 6 | 1 | 0 | 5 | 4      | 19     | −15 | 3   |

|                   | MNU | AST | PAR | AZ  |
| ----------------- | --- | --- | --- | --- |
| Manchester United | –   | 1:0 | 3:0 | 4:0 |
| FK Astana         | 2:1 | –   | 1:2 | 0:5 |
| Partizan Belgrad  | 0:1 | 4:1 | –   | 2:2 |
| AZ Alkmaar        | 0:0 | 6:0 | 2:2 | –   |

## Faza pucharowa
Do startu w fazie pucharowej uprawnione są 32 drużyny:–
- 12 zwycięzców fazy grupowej Ligi Europy,
- 12 drużyn, które zajęły 2. miejsca w fazie grupowej Ligi Europy,
- 8 drużyn, które zajęły 3. miejsca w fazie grupowej Ligi Mistrzów.

Do dalszych etapów turnieju przechodzą zwycięzcy poszczególnych dwumeczów.

### Zakwalifikowane drużyny
Losowanie par 1/16 finału odbyło się 16 grudnia 2019 roku. Zwycięzcy fazy grupowej Ligi Europy oraz 4 najlepsze z zespołów, które zajęły 3. miejsca w fazie grupowej Ligi Mistrzów zostali rozlosowani przeciwko zespołom, które zajęły 2. miejsca w fazie grupowej Ligi Europy oraz pozostałym drużynom, które zajęły 3. miejsca w fazie grupowej Ligi Mistrzów. Drużyny z tych samych federacji oraz grup nie mogły zostać zestawione w jednej parze (dotyczy jedynie 1/16 finału).
| Zespoły rozstawione | Zespoły rozstawione | Zespoły rozstawione | Zespoły rozstawione |
| Drużyna             | Gr.                 | Drużyna             | Gr.                 |
| ------------------- | ------------------- | ------------------- | ------------------- |
| Sevilla FC          | A                   | KAA Gent            | I                   |
| Malmö FF            | B                   | İstanbul Başakşehir | J                   |
| FC Basel            | C                   | SC Braga            | K                   |
| LASK Linz           | D                   | Manchester United   | L                   |
| Celtic              | E                   | Ajax                | LM                  |
| Arsenal             | F                   | Red Bull Salzburg   | LM                  |
| FC Porto            | G                   | Inter Mediolan      | LM                  |
| RCD Espanyol        | H                   | SL Benfica          | LM                  |

| Zespoły nierozstawione | Zespoły nierozstawione | Zespoły nierozstawione  | Zespoły nierozstawione |
| Drużyna                | Gr.                    | Drużyna                 | Gr.                    |
| ---------------------- | ---------------------- | ----------------------- | ---------------------- |
| APOEL Nikozja          | A                      | VfL Wolfsburg           | I                      |
| FC Kopenhaga           | B                      | Roma                    | J                      |
| Getafe CF              | C                      | Wolverhampton Wanderers | K                      |
| Sporting CP            | D                      | AZ Alkmaar              | L                      |
| CFR Cluj               | E                      | Bayer Leverkusen        | LM                     |
| Eintracht Frankfurt    | F                      | Szachtar Donieck        | LM                     |
| Rangers                | G                      | Olympiakos SFP          | LM                     |
| Łudogorec Razgrad      | H                      | Club Brugge             | LM                     |

### 1/16 finału
Losowanie par tej rundy odbyło się 16 grudnia 2019 roku. Pierwsze mecze zostały rozegrane 20 lutego, a rewanże 27 lutego 2020.
| Drużyna 1                            | Wynik dwumeczu | Drużyna 2           | Pierwszy mecz | Drugi mecz  |
| ------------------------------------ | -------------- | ------------------- | ------------- | ----------- |
| Wolverhampton Wanderers              | 6:3            | RCD Espanyol        | 4:0           | 2:3         |
| Sporting CP                          | 4:5            | İstanbul Başakşehir | 3:1           | 1:4 (dogr.) |
| Getafe CF                            | 3:2            | Ajax                | 2:0           | 1:2         |
| Bayer Leverkusen                     | 5:2            | FC Porto            | 2:1           | 3:1         |
| FC Kopenhaga                         | 4:2            | Celtic              | 1:1           | 3:1         |
| APOEL Nikozja                        | 0:4            | FC Basel            | 0:3           | 0:1         |
| CFR Cluj                             | 1:1 (br. wyj.) | Sevilla FC          | 1:1           | 0:0         |
| Olympiakos SFP                       | 2:2 (br. wyj.) | Arsenal             | 0:1           | 2:1 (dogr.) |
| AZ Alkmaar                           | 1:3            | LASK Linz           | 1:1           | 0:2         |
| Club Brugge                          | 1:6            | Manchester United   | 1:1           | 0:5         |
| Łudogorec Razgrad                    | 1:4            | Inter Mediolan      | 0:2           | 1:2         |
| Eintracht Frankfurt                  | 6:3            | Red Bull Salzburg   | 4:1           | 2:2         |
| Szachtar Donieck                     | 5:4            | SL Benfica          | 2:1           | 3:3         |
| VfL Wolfsburg                        | 5:1            | Malmö FF            | 2:1           | 3:0         |
| Roma                                 | 2:1            | KAA Gent            | 1:0           | 1:1         |
| Rangers                              | 4:2            | SC Braga            | 3:2           | 1:0         |
| Po lewej gospodarz pierwszego meczu. |                |                     |               |             |

### 1/8 finału
Od tej rundy drużyny rywalizujące ze sobą w parach losowane są niezależnie od kraju z którego pochodzą, a także grupy w której występowały. Losowanie par tej rundy odbyło się 28 lutego 2020 roku. Pierwsze mecze zostały rozegrane 12 marca, a rewanże 5 i 6 sierpnia 2020. Inter z Getafe oraz Sevilla z AS Romą zagrali jeden mecz na neutralnym stadionie w Niemczech.
| Drużyna 1                            | Wynik dwumeczu | Drużyna 2               | Pierwszy mecz | Drugi mecz |
| ------------------------------------ | -------------- | ----------------------- | ------------- | ---------- |
| İstanbul Başakşehir                  | 1:3            | FC Kopenhaga            | 1:0           | 0:3        |
| Olympiakos SFP                       | 1:2            | Wolverhampton Wanderers | 1:1           | 0:1        |
| Rangers                              | 1:4            | Bayer Leverkusen        | 1:3           | 0:1        |
| VfL Wolfsburg                        | 1:5            | Szachtar Donieck        | 1:2           | 0:3        |
| Inter Mediolan                       | 2:0            | Getafe CF               | 2:0           | –          |
| Sevilla FC                           | 2:0            | Roma                    | 2:0           | –          |
| Eintracht Frankfurt                  | 0:4            | FC Basel                | 0:3           | 0:1        |
| LASK Linz                            | 1:7            | Manchester United       | 0:5           | 1:2        |
| Po lewej gospodarz pierwszego meczu. |                |                         |               |            |

### Ćwierćfinały
Losowanie par tej rundy odbyło się 10 lipca 2020 roku. Od tej fazy zespoły będą rozgrywać tylko jeden mecz na neutralnym stadionie w Niemczech. Mecze tej rundy zostały rozegrane 10 i 11 sierpnia 2020 roku.
| Drużyna 1               | Wynik       | Drużyna 2        |
| ----------------------- | ----------- | ---------------- |
| Szachtar Donieck        | 4:1         | FC Basel         |
| Manchester United       | 1:0 (dogr.) | FC Kopenhaga     |
| Inter Mediolan          | 2:1         | Bayer Leverkusen |
| Wolverhampton Wanderers | 0:1         | Sevilla FC       |

### Półfinały
Losowanie par tej rundy odbyło się 10 lipca 2020 roku. Mecze tej rundy zostały rozegrane 16 i 17 sierpnia 2020 roku.
| Drużyna 1      | Wynik | Drużyna 2         |
| -------------- | ----- | ----------------- |
| Sevilla FC     | 2:1   | Manchester United |
| Inter Mediolan | 5:0   | Szachtar Donieck  |

### Finał
| 21 sierpnia 2020 21:00 CET | Sevilla FC · De Jong 12', 33' · Lukaku 74' (sam.) | 3:2(2:2)Raport | Inter Mediolan · 5' (k.) Lukaku · 36' Godín | RheinEnergieStadion, Kolonia Widzów: 0 Sędzia: Danny Makkelie |
|                            |                                                   |                |                                             |                                                               |

| Sevilla FC | Inter Mediolan |

|                 | 13 | Yassine Bounou    |     |     |
|                 | 16 | Jesús Navas (c)   |     |     |
|                 | 12 | Jules Koundé      |     |     |
|                 | 20 | Diego Carlos      | 4'  | 86' |
|                 | 23 | Sergio Reguilón   |     |     |
|                 | 24 | Joan Jordán       |     |     |
|                 | 25 | Fernando          |     |     |
|                 | 10 | Éver Banega       | 45' |     |
|                 | 5  | Lucas Ocampos     |     | 71' |
|                 | 19 | Luuk de Jong      |     | 85' |
|                 | 41 | Suso              |     | 77' |
| Zmiany:         |    |                   |     |     |
|                 | 1  | Tomáš Vaclík      |     |     |
|                 | 31 | Javi Díaz         |     |     |
|                 | 3  | Sergi Gómez       |     |     |
|                 | 18 | Sergio Escudero   |     |     |
|                 | 36 | Genaro Rodríguez  |     |     |
|                 | 40 | Pablo Pérez       |     |     |
|                 | 17 | Nemanja Gudelj    |     | 86' |
|                 | 21 | Óliver Torres     |     |     |
|                 | 22 | Franco Vázquez    |     | 77' |
|                 | 11 | Munir El Haddadi  |     | 71' |
|                 | 28 | José Lara         |     |     |
|                 | 51 | Youssef En-Nesyri |     | 85' |
| Trener:         |    |                   |     |     |
| Julen Lopetegui |    |                   |     |     |

|               | 1             | Samir Handanovič (c) |               |     |
|               | 2             | Diego Godín          |               | 90' |
|               | 6             | Stefan de Vrij       |               |     |
|               | 95            | Alessandro Bastoni   | 55'           |     |
|               | 33            | Danilo D’Ambrosio    |               | 78' |
|               | 23            | Nicolò Barella       | 41'           |     |
|               | 77            | Marcelo Brozović     |               |     |
|               | 5             | Roberto Gagliardini  | 73'           | 78' |
|               | 15            | Ashley Young         |               |     |
|               | 9             | Romelu Lukaku        |               |     |
|               | 10            | Lautaro Martínez     |               | 78' |
| Zmiany:       |               |                      |               |     |
|               | 27            | Daniele Padelli      |               |     |
|               | 13            | Andrea Ranocchia     |               |     |
|               | 31            | Lorenzo Pirola       |               |     |
|               | 34            | Cristiano Biraghi    |               |     |
|               | 37            | Milan Škriniar       |               |     |
|               | 11            | Victor Moses         |               | 78' |
|               | 12            | Stefano Sensi        |               |     |
|               | 20            | Borja Valero         |               |     |
|               | 24            | Christian Eriksen    |               | 78' |
|               | 87            | Antonio Candreva     |               | 90' |
|               | 7             | Alexis Sánchez       |               | 78' |
|               | 30            | Sebastiano Esposito  |               |     |
| Trener:       |               |                      |               |     |
| Antonio Conte | Antonio Conte | Antonio Conte        | Antonio Conte | 18' |

## Klasyfikacja strzelców
Nie wliczono bramek z kwalifikacji i play-off.
| Pozycja | Zawodnik         | Zespół                         | Mecze | Bramki | Minuty na boisku |
| ------- | ---------------- | ------------------------------ | ----- | ------ | ---------------- |
| 1.      | Bruno Fernandes  | Sporting CP/ Manchester United | 10    | 8      | 811              |
| 2.      | Romelu Lukaku    | Inter Mediolan                 | 6     | 7      | 443              |
| 3.      | Andraž Šporar    | Slovan Bratysława/ Sporting CP | 8     | 6      | 718              |
| 3.      | Daichi Kamada    | Eintracht Frankfurt            | 10    | 6      | 738              |
| 3.      | Alfredo Morelos  | Rangers                        | 9     | 6      | 792              |
| 3.      | Edin Višća       | İstanbul Başakşehir            | 10    | 6      | 930              |
| 3.      | Diogo Jota       | Wolverhampton Wanderers        | 8     | 6      | 373              |
| 8.      | Munir El Haddadi | Sevilla FC                     | 9     | 5      | 445              |
| 8.      | Fabian Frei      | FC Basel                       | 11    | 5      | 964              |
| 8.      | Mason Greenwood  | Manchester United              | 9     | 5      | 640              |
| 8.      | Marko Raguž      | LASK Linz                      | 10    | 5      | 486              |

Źródło:

### Hat-tricki
| Gracz (klub)                         |  | Spotkanie                               | Rezultat | Runda                  | Data             |
| ------------------------------------ |  | --------------------------------------- | -------- | ---------------------- | ---------------- |
| Claudiu Keșerü (Łudogorec Razgrad)   |  | Łudogorec Razgrad – CSKA Moskwa         | 5:1      | Faza grupowa/1 kolejka | 19 września 2019 |
| Munir El Haddadi (Sevilla FC)        |  | Sevilla FC – F91 Dudelange              | 5:2      | Faza grupowa/4 kolejka | 7 listopada 2019 |
| Diogo Jota (Wolverhampton Wanderers) |  | Wolverhampton Wanderers – Beşiktaş JK   | 4:0      | Faza grupowa/6 kolejka | 12 grudnia 2019  |
| Daichi Kamada (Eintracht Frankfurt)  |  | Eintracht Frankfurt – Red Bull Salzburg | 4:1      | 1/16 Finału/1 mecz     | 20 lutego 2020   |
| Diogo Jota (Wolverhampton Wanderers) |  | Wolverhampton Wanderers – RCD Espanyol  | 4:0      | 1/16 Finału/1 mecz     | 20 lutego 2020   |
| Jonathan Calleri (RCD Espanyol)      |  | RCD Espanyol – Wolverhampton Wanderers  | 3:2      | 1/16 Finału/Rewanż     | 27 lutego 2020   |